# Rosh Pina

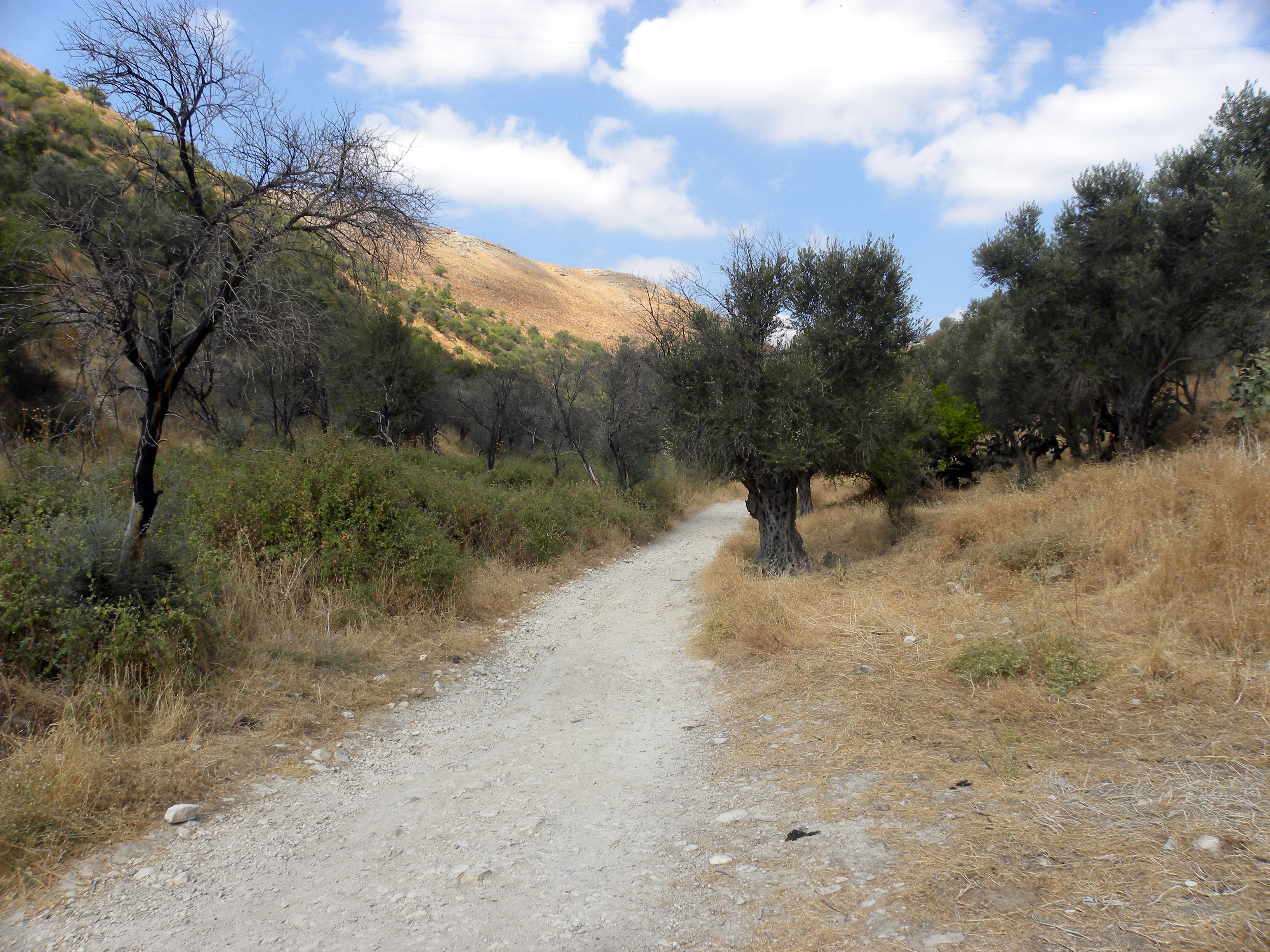
Estrada antiga de Rosh Pina a Safed, Alta Galileia, Israel.

Rosh Pina ou Rosh Pinna (em hebraico: רֹאשׁ פִּנָּה  , lit. Pedra Angular ) é um conselho local no Planalto de Korazim, na Alta Galileia, nas encostas orientais do Monte Canaã, no Distrito Norte de Israel. Foi estabelecido como Gei Oni em 1878 por judeus locais de Safed, mas foi quase abandonado, exceto pelas famílias de Yosef Friedman, Aharon Keller e possivelmente algumas outras. Em 1882, trinta famílias judias que imigraram da Romênia restabeleceram o assentamento como uma moshava e deram-no o nome de Rosh Pina. A cidade é um dos mais antigos assentamentos sionistas de Israel. Em 2022, tinha uma população de 3.308 habitantes.

## Geografia
Rosh Pina está localizada ao norte do Mar da Galiléia, nas encostas orientais do Monte Canaã, aproximadamente 2 km (1 mi) a leste da cidade de Safed, 420 m (1 378 pé) acima do nível do mar, a 32° 58' de latitude norte, e 35° 31' de longitude leste. Ao norte de Rosh Pina fica o Lago Hula, uma área pantanosa que foi drenada na década de 1950.

## História
Na primavera de 1878, a aldeia árabe de al-Ja'una vendeu metade das suas terras, cerca de 2.500 dunum, aos judeus de Safed, a fim de financiar a emigração de alguns de seus aldeães para Haurã. Liderados por Elazar Rokah, os judeus mudaram-se de Safed para al-Ja'una, vivendo em meio aos árabes, por temerem não conseguirem lidar sozinhos com os ataques de beduínos. Eles chamaram seu assentamento de Gei Oni ("Vale da minha Força") como uma adaptação hebraica do nome árabe. Após um ano de boas colheitas, um ano de seca viu os árabes hipotecarem as suas terras a credores, mas os judeus não estavam dispostos a fazer o mesmo e deixaram o lugar.
Em 1882, o assentamento foi renovado como uma moshava por imigrantes da Romênia, que o renomearam Rosh Pinna ("pedra angular") em homenagem ao Salmo 118:22: "A pedra que os construtores rejeitaram tornou-se a pedra angular".
Rosh Pinna foi um dos primeiros assentamentos agrícolas judaicos modernos na história da Terra de Israel, então parte do Império Otomano. Em 1883, passou a ser apoiado pelo Barão Edmond de Rothschild, que em 1886 enviou o agrônomo francês Jules Deshays para supervisionar o cultivo de vinhedos, pomares e a construção de estufas. Mas a maior parte de sua área era ocupada com o cultivo de trigo. No começo de 1899, o agente de Rothschild, Joshua Ossovetski, expandiu o assentamento com mais terras de Safed e Ja'una. Rosh Pinna tinha boas relações com Ja'una, chegando a estabelecer uma escola árabe moderna lá, mas teve alguns conflitos sérios com a tribo beduína Al-Zanghariyya.
Moshe David Shub (Moinești, 1854 - Jerusalém, 1938) foi enviado à frente para encontrar e comprar um pedaço de terra apropriado. Nascido Moşe David Iancovici, na Palestina ele ficou conhecido como: שו"ב, Shub, uma abreviação hebraica do nome de sua profissão, שוחט ובודק, que se lê "shochet u-bodék", açougueiro e examinador [de carne kosher ]; ("shuv" também tem o significado hebraico de "mais uma vez", ou "retorne!", uma alusão ao princípio principal do sionismo ; em hebraico, a mesma letra [ב] é usada para "v" e "b").
Laurence Oliphant arrecadou fundos para Rosh Pinna de Cristadelfianos e outros simpatizantes na Grã-Bretanha.  Ele escreveu sobre sua visita a Rosh Pina em 1886:
" Jauna, que era o nome da aldeia para a qual eu estava destinado, estava situada a cerca de três milhas (5 km) de Safed, em um desfiladeiro, de onde, conforme descíamos, uma vista magnífica foi obtida sobre o vale do Jordão, com o Lago de Tiberíades a três mil pés abaixo de nós à direita, e as águas de Merom, ou o Lago de Hula, à esquerda. A planície intermediária estava apenas esperando por desenvolvimento. A nova colônia foi estabelecida há cerca de oito meses, a terra tendo sido comprada dos aldeães muçulmanos, dos quais vinte famílias permaneceram, que viviam em termos de perfeita amizade com os judeus. Estas consistiam em vinte e três famílias romenas e quatro russas, totalizando cento e quarenta almas. O maior número estava trabalhando duro em suas plantações de batata quando cheguei, e fiquei satisfeito em encontrar evidências de economia e indústria. Uma fileira de dezesseis pequenas casas arrumadas havia sido construída, e mais estavam em processo de construção. No geral, esta é a tentativa mais esperançosa de uma colônia que já vi na Palestina. Os colonos possuem cerca de mil acres de excelente terra, que eles conseguiram comprar por três a quatro dólares o acre. Os russos estão se estabelecendo a cerca de meia milha dos romenos, já que judeus de diferentes nacionalidades se dão bem facilmente. Eles chamam a colônia de Rosh Pina, ou "Pedra Angular", a palavra que aparece no verso, "A pedra que os construtores rejeitaram, a mesma se tornou a pedra angular."

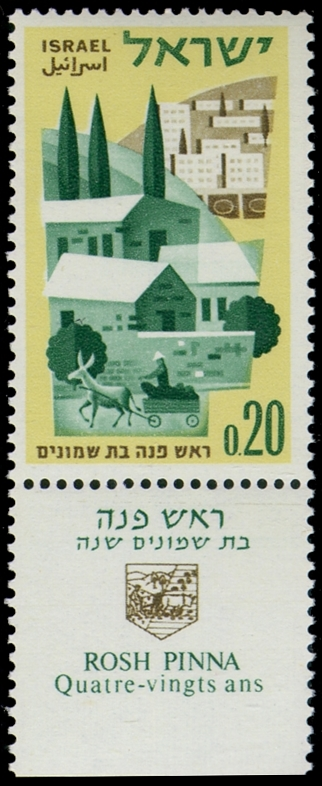
Selo postal israelense, 1962

De acordo com um censo realizado em 1922 pelas autoridades do Mandato Britânico, Rosh Pinna tinha uma população de 468 habitantes, composta por 460 judeus, 4 muçulmanos e 4 cristãos.

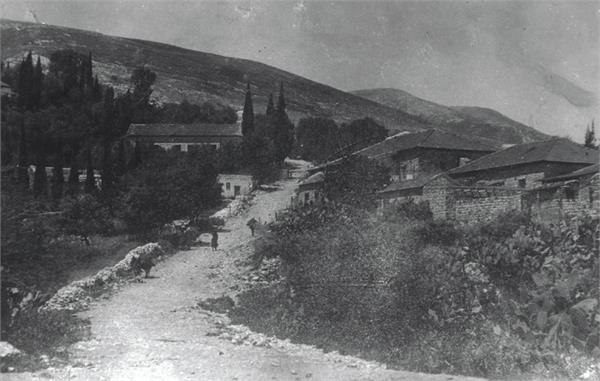
Rosh Pinna 1926
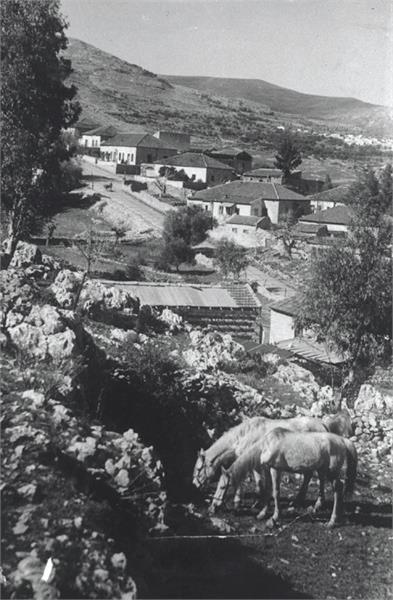
Rosh Pinna 1937
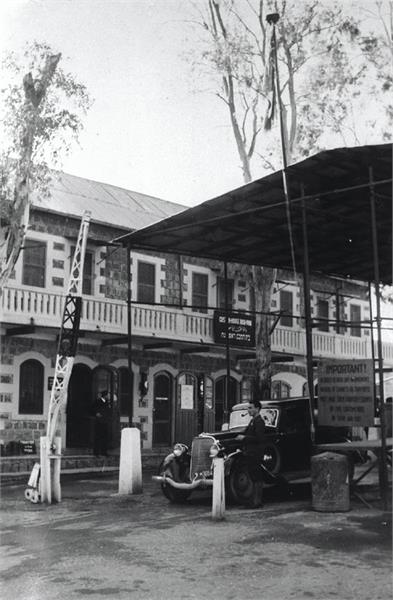
Alfândega de Rosh Pinna. Janeiro de 1939
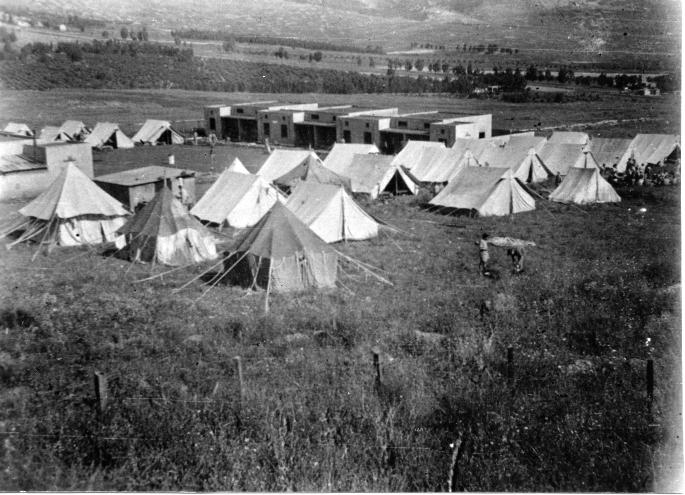
Brigada Yiftach Acampamento Philo, Rosh Pinna, 1948
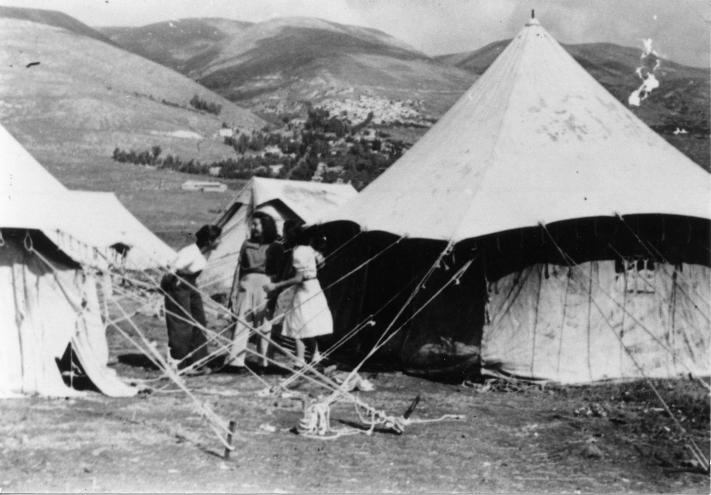
Acampamento Philo, Rosh Pinna. 1948
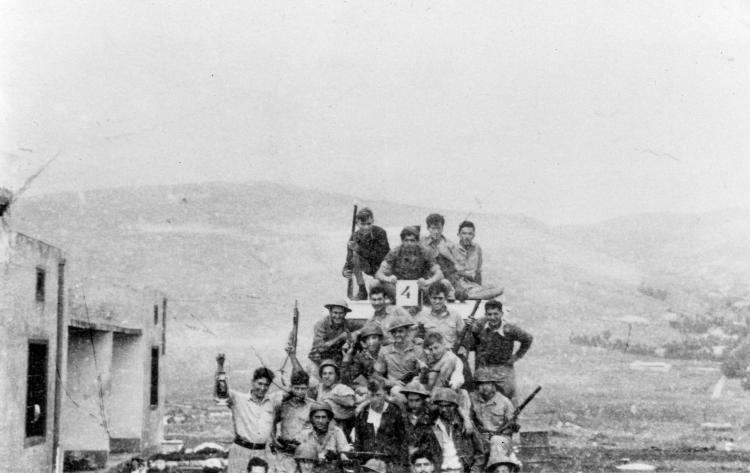
Membros da Brigada Yiftach chegando ao Campo Philo, Rosh Pinna. 1948
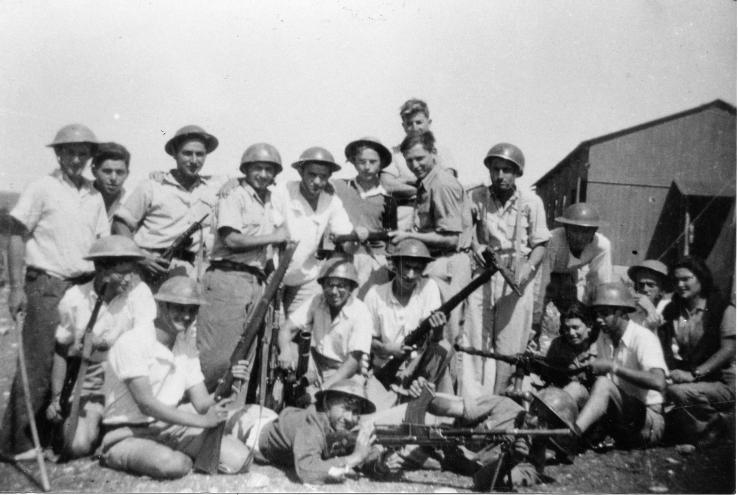
Companhia Philo Camp "D" 1º Batalhão Brigada Yiftach antes da luta em torno de al-Malikiyya, 1948
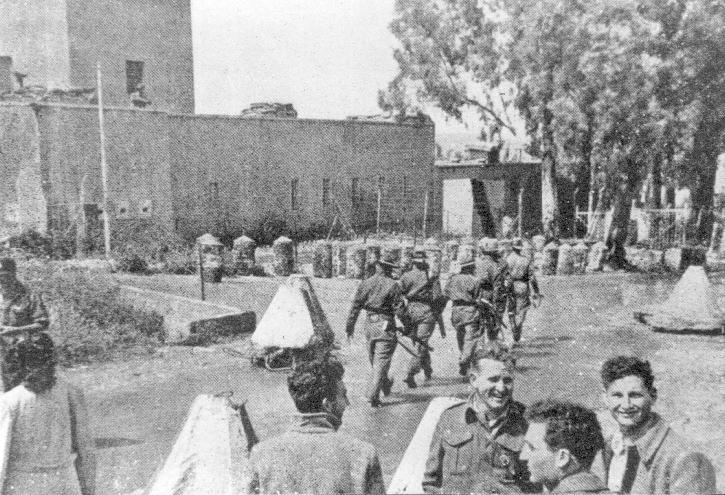
A Brigada Yiftach assume a delegacia de polícia de Rosh Pinna durante a Operação Yiftach, 1948

## Descoberta do farro selvagem
O botânico Aaron Aaronsohn, enquanto caminhava por Rosh Pina durante sua viagem de campo em 1906, descobriu o farro selvagem (Triticum dicoccoides), considerado a "mãe do trigo", uma descoberta importante para agrônomos e historiadores da civilização humana. Posteriormente,  geneticistas provaram que o trigo selvagem é de fato o ancestral da maioria das variedades de trigo domesticado cultivadas em grande escala hoje em dia, com exceção do trigo duro.

## Educação
Em Rosh Pina foi fundada a primeira escola de língua hebraica da Galileia, em 1899. O diretor Yishaq Epstein também matriculou quatro crianças árabes na escola.

## Transporte
O Aeroporto Ben Ya'akov (Aeroporto Mahanaim) está localizado 2,1 km (1 mi) de distância de Rosh Pina.

## Instalações médicas
O Mifne Center, que significa ponto de virada, um programa para o tratamento do transtorno do espectro autista, tem sede em Rosh Pina.

## Pontos de referência
- Mitzpe HaYamim, um spa de classe mundial, está localizado na encosta de uma montanha perto de Rosh Pina. As comodidades incluem uma variedade de tratamentos de saúde e cosméticos, uma galeria de arte onde os hóspedes podem ver os artistas trabalhando, oficinas de arte e um jardim orgânico.
- A Casa dos Dignitários é uma estrutura construída em 1882 e usada como centro de administração e finanças para Rosh Pina e outras cidades na região da Galileia . Deste edifício, um alto-falante era usado para transmitir as notícias locais.
- Uma antiga sinagoga, construída durante a primeira década e que foi encomendada pelo Barão.[14]
- Residência do Professor Mer - a casa do professor Gideon Mer, epidemiologista especialista em malária e importante contribuidor para a erradicação local da malária na década de 1930.[15] A casa apresenta uma sala dedicada à sua memória e uma exposição de itens antigos de vários períodos, como arados antigos, equipamentos de laboratório e livros didáticos.
- A Casa PJCA oferece uma apresentação audiovisual que conta a história de Rosh Pina. A Casa PJCA serviu como centro administrativo e residência para os funcionários, conselheiros e conselheiros agrícolas da Associação de Colonização Judaica da Palestina (PJCA), organização mantida pelo Barão Rothschild.
- Os jardins do Barão Rothschild. Os jardins foram projetados por um arquiteto paisagista francês e plantados em 1886. Muitas plantas, como buganvílias e pinheiros, foram trazidas da França.
- O túmulo de Honi HaM'agel, um estudioso judeu, está localizado nos arredores de Hatzor HaGlilit, a poucos quilômetros de Rosh Pina.
- O Mirante Nimrod, um local verde com vista para a água, visto do mirante que flui através dela, de frente para as paisagens do Vale de Hula, das Colinas de Golã e do Monte Hérmon, será construído no Sítio Nacional de Restauração dos Pioneiros, na antiga Rosh Pina.

## Residentes notáveis
- Ami Assaf (1903–63), político

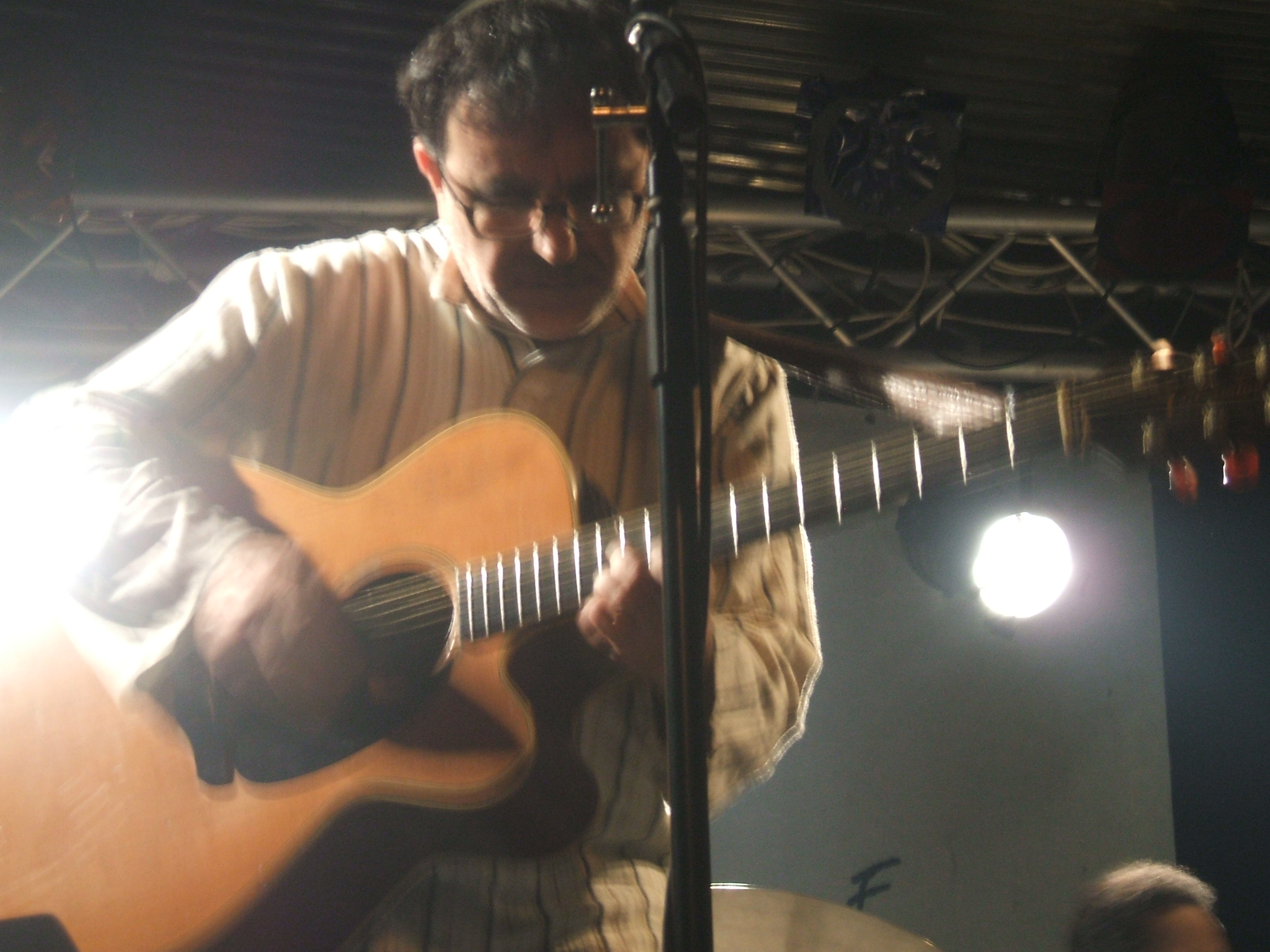
Ehud Banai

- Ehud Banai (nascido em 1953), cantor e compositor
- Meir Dagan (nascido em 1945), ex-diretor geral do Mossad
- Arna Mer-Khamis (1929–95), ativista política e de direitos humanos